# Disembolus kesimbus
Espèce
Synonymes
- Tapinocyba kesimba Chamberlin, 1949

Disembolus kesimbus est une espèce d'araignées aranéomorphes de la famille des Linyphiidae.

## Distribution
Cette espèce est endémique des États-Unis. Elle se rencontre en Utah et au nord de l'Arizona.

## Description
Les mâles et les femelles mesurent de 1,35 à 1,40 mm.

## Publication originale
- Chamberlin, 1949 : On some American spiders of the family Erigonidae. Annals of the Entomological Society of America, vol. 41, no 4, p. 483-562.